# Lonchoptera platytarsis
Lonchoptera platytarsis är en tvåvingeart som först beskrevs av Toyohi Okada 1935.  Lonchoptera platytarsis ingår i släktet Lonchoptera och familjen spjutvingeflugor. Inga underarter finns listade i Catalogue of Life.